# Huang Liang-chi
Huang Liang-chi ou Liang-Chi Huang (Tainan, 8 de março de 1992) é um tenista profissional de Taiwan (oficialmente República da China).
Em 2009, atuando ao lado do brasileiro Guilherme Clezar, foi vice-campeão juvenil da chave de duplas do Torneio de Roland-Garros.